# 超昂闪忍遥
《超昂閃忍遥》是2008年2月29日ALICESOFT发售的日本成人遊戲。Platinum Milky於2009年8月25日發售，以遊戲為原作改編的成人動畫。故事講述傳承百年的正義忍者集團「上弦衆」，對抗在現代甦醒，再次危害世界的「詛咒黨」（日语：ノロイ党）的故事。继承了同為ALICESOFT作品的《超昂天使Escalayer》的风格，有著“与女主角（女英雄）做愛提供她作战用的能量”、“如果女主角战败會被敌人凌辱”这两个共通点。ALICESOFT在後來發售的《Alice 2010》（アリス2010）和《超昂天使Escalayer Reboot》（超昂天使エスカレイヤー・リブート）收錄FD《超昂閃忍遥 ～遥 vs Escalayer～》（超昂閃忍ハルカ ～ハルカ vs エスカレイヤー～）。

## 登場人物

### 上弦眾
戰部鷹丸（聲：ほうでん亭ブリスケ（OVA））
本作男主角，忍者集團上弦眾的第23代頭目，十寶學園3年B組學生。在四方堂道場學習忍術，實力是道場的NO.2，可以通过儀式「龍輪功」给予閃忍被称为「淫力」的超能力。
鷹守遙（聲：風音）
本作女主角之一，十寶學園3年C組學生，過去上弦衆的閃忍。在數百年過去的時代為了追擊詛咒黨而來到現代。
四方堂成香（聲：青葉りんご）
本作女主角之一，十寶學園的學生，現代上弦衆的閃忍，遙的前輩。四方堂上弦忍術道場師父的女兒，實力是道場的NO.1。成香為了執行和鷹丸進行龍輪功的父親命令同時也為了排除自己的情敵而刻意妨礙鷹丸與其他女性接觸。
昴（聲：かわしまりの）
本作女主角之一，過去上弦衆的閃忍。在過去時代和鋼一刀對決時戰敗而失去右腕並且被詛咒黨捕獲並帶到現代。在獲救之後利用現代科學技術和淫力裝上義肢繼續對抗詛咒黨。
黑鐵晶（聲：一ノ瀬リコ）
表面上是十寶學園的保健老師，同時也是上弦眾的隊長。過去是鷲一的部下也是一位閃忍。
鈴森（聲：風音）
擔任偵搜職務的上弦眾成員。
戰部鷲一（聲：小次郎）
鷹丸的父親，上弦眾的第22代頭目。
四方堂清玄（聲：巌秋蝉）
成香的父親，鷹丸和成香的武術師父。

### 詛咒黨

#### 四道封者
骸居炎齋（聲：加能永次郎）
詛咒黨的首領，四道封者的黒門天。
鋼一刀（聲：滝沢アツヤ）
詛咒黨的幹部，四道封者的白門天。擅長使用雙刀的劍士，真實身分是遙的哥哥，因為過去事情對人產生憎恨而加入詛咒黨。
桔梗太夫（聲：飯田空）
詛咒黨的幹部，四道封者的紅門天。
大蛇丸（聲：ヘルシー太郎）
詛咒黨的幹部，四道封者的青門天。

#### 怪忍
鬼門裁士 業岡一全（聲：西松和彦）
詛咒黨的怪忍。
鬼門術姬 水無月（聲：北都南）
巫女裝扮的女怪忍，真實身份是受到詛咒而成為女怪忍的現代學生。
鬼門医士 修羅牙幻内（聲：荒木幸男）
詛咒黨的怪忍。
（聲：櫻川未央）
魔法少女裝扮的女怪忍。
（聲：縱縞虎太郎）
詛咒黨的怪忍。
（聲：越雪光）
詛咒黨的怪忍。
霊門慘將 ラオ將軍（聲：馬並硬太）
詛咒黨的怪忍。
霊門破將 オヅヌ（聲：後野祭）
詛咒黨的怪忍。
霊門恐將 蟇神六五郎
詛咒黨的怪忍。
妖門胞異 茸群道人（聲：文藝復興山田）
詛咒黨的怪忍。
（聲：みる、風見健）
詛咒黨的怪忍。
妖門玉異 獄太郎狸（聲：胸方腎）
詛咒黨的怪忍。

詛咒黨的怪忍。
（聲：深井晴花）
動物裝扮的女怪忍。

## 主題歌
「風のように 炎のように」
作詞：HIRO　作曲/編曲：Shade　歌：UR@N

## OVA
從2009年8月25日開始，由Platinum Milky發售的成人動畫，總共發售三集。2011年1月21日發售完全版。

### 各集列表
| 巻數 | 日文標題 | 中文標題   | 劇本               | 分鏡 | 演出   | 作畫監督   | 美術監督 | 發售日        |
| ---- | -------- | ---------- | ------------------ | ---- | ------ | ---------- | -------- | ------------- |
| 壱   |          | 雙龍輪     | ももいおさむ       | 巴里 | 則座誠 | 山本佐和子 | hidehide | 2009年8月25日 |
| 弐   |          | 龍之者     | ももいおさむ       | 巴里 | 則座誠 | 山本佐和子 | hidehide | 2010年2月25日 |
| 参   |          | 古老的閃忍 | はとやまくらいしす | 巴里 | 則座誠 | 山本佐和子 | hidehide | 2010年9月17日 |

### 工作人員
- 原作：ALICESOFT
- 人物設定：山本佐和子
- 製作人：村上幸太郎、太田俊秀
- 監督：則座誠
- 發售：milky
- 販售：MS PICTURES（ミルキーズピクチャーズ）

## 相關商品

### 漫畫
- 超昂閃忍ハルカ（ASCII MEDIA WORKS），作畫：ぽんこつわーくす，叢書：電撃コミックス[7]

01（2013年10月26日發售）ISBN 978-4-04-866060-0
02（2014年10月27日發售）ISBN 978-4-04-866955-9
03（2015年12月19日發售）ISBN 978-4-04-865643-6
04（2016年9月27日發售）ISBN 978-4-04-892385-9
- 超昂閃忍ハルカコミックアンソロジー（一迅社）

Vol.1（2008年5月発売）ISBN 978-4-7580-0442-8
Vol.2（2008年7月発売）ISBN 978-4-7580-0454-1
Vol.3（2008年10月発売）ISBN 978-4-7580-0465-7
- 超昂閃忍ハルカアンソロジーコミックEX（2008年5月由オークス發售）ISBN 978-4-86105-562-1
- 超昂閃忍ハルカ 刃の巻（2009年10月由キルタイムコミュニケーション發售）MISS BLACK・著 ISBN 978-4-86032-824-5
- 超昂閃忍ハルカ 心の巻（2011年12月由キルタイムコミュニケーション發售）MISS BLACK・著 ISBN 978-4-79920-176-3

### 小說
二次元ドリームノベルズ（キルタイムコミュニケーション）
- 超昂閃忍ハルカ 堕ちたる上弦 淫辱の刃（2008年9月發售）黒井弘騎・著/桐島サトシ・画 ISBN 978-4-86032-631-9
- 超昂閃忍ハルカ スバル虜囚魔辱編（2009年12月發售）蒼井村正・著/桐島サトシ・画 ISBN 978-4-86032-845-0

ハーヴェストノベルズ（ハーヴェスト出版）
- 超昂閃忍ハルカ ハルカ編（2008年11月發售）深町薫・著/ベンジャミン・画 ISBN 978-4-434-12119-7
- 超昂閃忍ハルカ ナリカ編（2009年1月發售）深町薫・著/ベンジャミン・画 ISBN 978-4-434-12466-2
- 超昂閃忍ハルカ スバル編（2009年2月發售）深町薫・著/ベンジャミン・画 ISBN 978-4-434-12776-2
- 超昂閃忍ハルカ外伝 大蛇丸血風録（2009年3月発行）なす・著/ながの〜ん・画 ISBN 978-4-434-12865-3
- 超昂閃忍ハルカ ノロイ死闘の巻（2010年2月発行）深町薫・著/Maruto!・画 ISBN 978-4-434-13904-8

### 書籍
- 超昂閃忍ハルカビジュアルファンブック（超昂閃忍遥VisualFanBook）（2008年7月由enterbrain發行）[8] ISBN 978-4-75774-365-6

### 卡片遊戲
Lycee
從擴充版本「Alicesoft5.0」開始，加入SILVER BLITZ的交換卡片遊戲：Lycee。

## 外部連結
- 官方網站 （页面存档备份，存于）（日語）
- 英文版官方網站 （页面存档备份，存于）MangaGamer（英文）
- 超昂閃忍ハルカ 壱 双龍輪 （页面存档备份，存于）milky（日語）
- 超昂閃忍ハルカ 弐 龍の者 （页面存档备份，存于）milky（日語）
- 超昂閃忍ハルカ 参 いにしえの閃忍 （页面存档备份，存于）milky（日語）